# فرهنگستان علوم پادشاهی سوئد
فرهنگستان علوم پادشاهی سوئد، که با نام آکادمی علوم پادشاهی سوئد (به سوئدی: Kungliga Vetenskapsakademien) نیز شناخته می‌شود، موسسه‌ای علمی و غیردولتی در کشور سوئد است که وظیفهٔ انتخاب برندهٔ جایزه نوبل در رشته‌های فیزیک و شیمی را برعهده دارد.
هم‌چنین فرهنگستان علوم پادشاهی سوئد، وظیفه انتخاب برندگان جایزه علمی کرافورد و نیز «جایزه علوم اقتصادی بانک مرکزی سوئد به یاد آلفرد نوبل» که به جایزه نوبل اقتصاد معروف است را برعهده دارد.
مقر فرهنگستان علوم پادشاهی در شهر استکهلم قرار دارد.